# NGC 1171
NGC 1171 je spirální galaxie v souhvězdí Pegase. Její zdánlivá jasnost je 12,7m a úhlová velikost 1,9′ × 1,0′. Je vzdálená 128 milionů světelných let, průměr má 70 tisíc světelných let. Je členem skupiny galaxií NGC 1186 spolu s galaxií NGC 1186, značené též NGC 1174, a s galaxií IC 284. Galaxii objevil 4. prosince 1880 Édouard Stephan.